# 第一代艾倫博羅伯爵愛德華·勞
第一代艾倫博羅伯爵愛德華·勞（Edward Law, 1st Earl of Ellenborough，1790年9月8日—1871年12月22日），1844年之前稱艾倫博羅勳爵（The Lord Ellenborough），是一名英國保守黨政治人物，於1842年至1844年擔任印度總督。

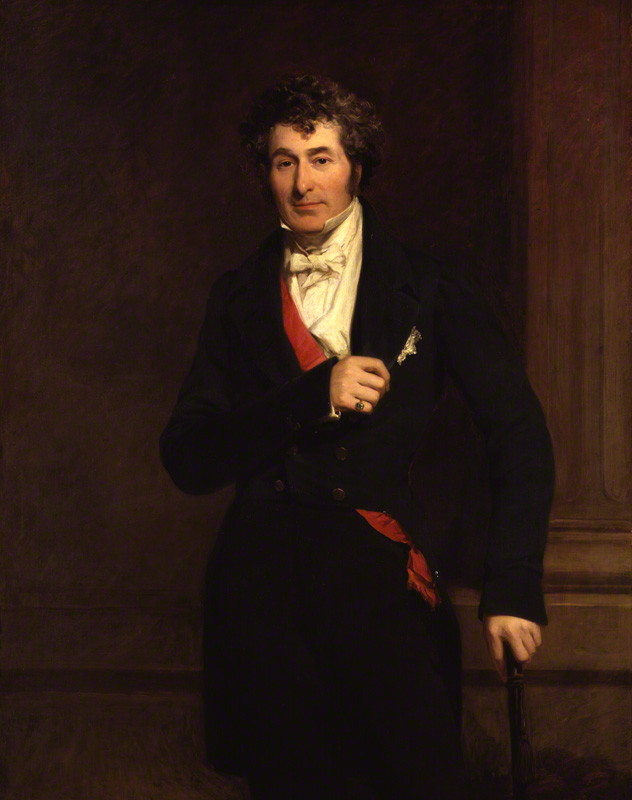
愛德華·勞

1842年艾倫博羅取代奧克蘭伯爵成為印度總督，並結束在阿富汗的戰事。1843年英軍在查爾斯·詹姆斯·奈皮爾率領下佔領了巴基斯坦信德省。艾倫博羅於1844年結束總督任期回到英國並受封伯爵爵位。他在1871年去世。
1. ↑  Chisholm 1911，第290頁.